# 楊小雲
楊小雲（1943年11月6日—），本名鄭玉岫，是小說家、散文家、兒童文學作家及勵志作家，中華民國筆會成員。專欄散見於中華日報、自立晚報等報刊。

## 生平
原籍遼寧省蓋平縣，1943年生於北平；1948年來臺。曾任《今日生活》主編。1960年代創作小說，婚後短暫封筆。1979年，於《自立晚報》專欄「圓內圓外」在報刊上重新復出，其間作品集結成《水手之妻》。1980年代開始書寫兒少小說，如《小勇的故事》等。 1981年以《等待春天》獲中興文藝獎；1984年獲得中國文藝獎章；1986年，以《無情海》獲中山文藝獎。梁實秋評價楊為「就日常生活加以鋪陳敷衍，從而發掘愛情的奧秘，剖析人性最可貴的一面。」

## 作品
- 《斜陽》（1966）
- 《千里煙雲》（1966）
- 《我十八歲》（1967）
- 《水手之妻》（1979）
- 《抓緊生命線》（1980）
- 《不是雨季》（1981）
- 《等待春天》（1981）
- 《無情海》（1982）
- 《明日之旅》（1983）
- 《小勇的故事》（1983）
- 《痴心井》（1984）
- 《靈犀一點》（1984）
- 《圓內圓外》（1985）
- 《我愛丁小丙》（1986）
- 《豆豆的世界》（1986）
- 《女兒心》（1986）
- 《有你‧有我》（1987）
- 《她的成長》（1987）
- 《愛的組曲》（1988）
- 《明日之旅》（1988）
- 《路的那一頭》（1989）
- 《嘉嘉流浪記》（1989）
- 《人緣·情緣》（1989）
- 《那兩個女人》（1990）
- 《小瑩和她的朋友》（1990）
- 《愛是需要說抱歉》（1990）
- 《從相愛到相處》（1991）
- 《活出自己的味道來》（1991）
- 《一世塵緣》（1992）
- 《擁有自信就是美》（1992）
- 《胖胖這一家》（1993）
- 《讓心有所屬》（1993）
- 《遠方的星星》（1994）
- 《枕邊人》（1994）
- 《隱形的傷口》（1994）
- 《欣賞別人肯定自己》（1994）
- 《每天給自己一個希望》（1994）
- 《臺北女人夜未眠》（1994）
- 《享受生命享受愛》（1996）
- 《蘭姨和她的房客》（1996）
- 《好男人都到那兒去了》（1996）
- 《樂遊四海學無涯》（1996）
- 《愛在紅梅初綻時》（1997）
- 《發現自己的最美》（1997）
- 《擁抱幸福其實很簡單》（1998）
- 《多給自己一點掌聲》（1998）
- 《愛是一生的堅持》（1999）
- 《找個人浪漫一下》（1999）
- 《讓愛飛進敞開的心窗》（2000）
- 《有你同行》（2000）
- 《好心情全年無休》（2001）
- 《親密頻道: 親親老媽小頑子》（2001）
- 《真愛密碼》（2001）
- 《快樂是心靈在跳舞》（2002）
- 《每一個人都重要》（2003）
- 《禁地愛情》（2003）
- 《我們需要關懷》（2004）
- 《難忘 : 人間至愛》（2004）
- 《找回錯失的青春》（2005）
- 《疼惜自己，贏得好心情 》（2005）
- 《幸福比完美重要 》（2006）
- 《愛，是一種行動 》（2006）
- 《愛戀中妳的男人常犯的錯誤 》（2011）

### 註腳
1. 1 2 3 4  黃愛真. . 國立臺東大學兒童文學研究所. 2011.
2. 1 2  程慈敏.  (PDF). 國立臺中教育大學語文教育學系國民小學在職進修教學碩士學位班. 2006: 52  [2022-10-18]. （原始内容存档 (PDF)于2022-10-18）.
3. 1 2  . 台灣文學辭典資料庫. 國立臺灣文學館.   [2022-10-18]. （原始内容存档于2022-10-19）.
4. ↑  . 財團法人中華民國中山學術文化基金會. www.sysacf.org.tw.   [2022-10-18]. （原始内容存档于2020-11-05）.

### 書刊
- 丘秀芷 (编). . . 臺北: 九歌. 2006. ISBN 9789574443659.
- 周秀諫. . 中國文化大學中國文學研究所碩士在職專班. 2003.

## 外部連結
- 九歌出版社 （页面存档备份，存于）